# Долинская, Марианна

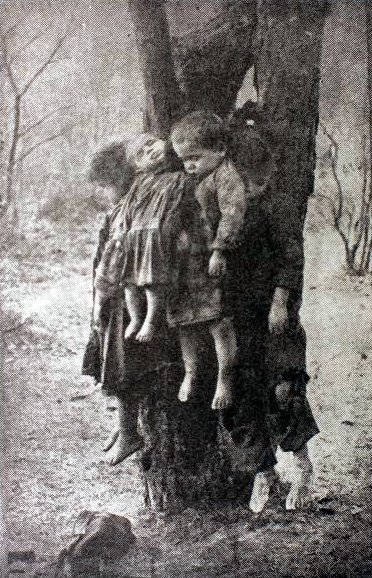
Первая публикация повешенных детей

Марианна Долинская (пол. Marianna Dolińska; 1891—1928, Творки) — цыганка из табора, находившегося поблизости от деревни Антонювка близ Радома. В ночь с 11 по 12 декабря 1923 года, пребывая в состоянии помешательства, убила четырёх своих детей, повесив их на дереве. Сделанная во время следствия фотография её погибших детей позднее использовалась с пропагандистскими целями как «свидетельство» о преступлениях УПА на территории Польши.

## Убийство детей
В начале зимы 1923 года население деревень близ Радома находилось в бедственном положении, страдая от нищеты и голода. Местные цыганские группы оказались под особо пристальным наблюдением полиции, так как они часто оказывались замешаны в кражах скота и продуктов питания с местных ферм. За неделю до убийства 40-летний муж Долинской был арестован за несколько краж. Женщина осталась одна с четырьмя голодными детьми. Не имея возможности рассчитывать ни на помощь местного населения, ни на поддержку от цыган, кочующих с семьями по замерзающей местности между сёлами Домброва-Козловска и Шитски она постепенно впала в состояние помешательства и решила, что единственный способ уберечь детей от голода — это убить их. 11 декабря 1923 года около 20 часов она повесила на дереве четверых своих детей: Софию (6 месяцев), Антония (3 года), Бронислава (5 лет) и Стефана (7 лет). На следующий день около 13 часов Долинская пришла в полицейский участок в Радоме и призналась в убийстве. Полиция выехала на место и обнаружила, что убийство на самом деле имело место. Долинская была арестована, и фотограф из Радома сделал несколько фотографий повешенных детей.

## Пребывание в тюрьме и психиатрической больнице
Расследование убийства заняло полгода. У Долинской были отмечены частые и резкие изменения в психическом состоянии: приступы ярости и аутоагрессии сменялись впадением в ступор на несколько дней. Психиатры, осматривавшие её, заключили, что перед ними был не более чем «нейтральный исполнитель преступления», «лицо, во время акта не осознававшее последствий». Она была передана для наблюдения и лечения в психиатрическую больницу в Tворки, где её взял под наблюдение директор центра Витольд Луневский. Он определил у неё «маниакально-депрессивный психоз», сегодня известный как биполярное расстройство. В «Ежегоднике психиатрии» он назвал её случай «психопатологической попыткой самоубийства, не доведённого до конца». Долинская также страдала и от других медицинских расстройств, которые были в то время неизлечимыми. Она умерла в 1928 году и была похоронена на кладбище в больнице.

## Публикация фотографий и дальнейшие события
После смерти Марианны Витольд Луневский опубликовал в «Ежегоднике психиатрии» статью «Маниакально-депрессивный психоз в судебно-психиатрической практике» в 1928 году. Работа включала в себя, среди прочего, описания преступлений, совершённых лицами, страдающими от этого заболевания. Случай Долинской занял четверть страницы и иллюстрируется двумя фотографиями — фото Марианны в больничном саду и фото её мёртвых детей, повешенных на дереве. Это была первая публикация фотографий с места убийства.
Вторая публикация состоялась в 1948 году. На этот раз фотографии мёртвых детей Долинской были включены в «Справочник по судебной медицине для студентов и практиков», опубликованный в 1948 году Виктором Гживо-Домбровским, профессором Варшавского университета и членом редколлегии журнала «Ежегодника по психиатрии». Снимок, содержащийся в данном руководстве, отличается от опубликованного в статье Луневского — он был сделан из другой точки.
По невыясненным по сегодняшний день причинам, третья версия этой фотографии была использована в качестве иллюстрации преступлений, якобы совершённых против польских детей УПА в 1943 году. Этот вариант — зеркальное отображение второй фотографии с места убийства. При детальном рассмотрении становится ясно, что зубчатые линии, которые некоторые принимали за колючую проволоку, являются заломами на фотографии.
Наиболее ранний пример подобной интерпретации обнаруживается в третьем номере вроцлавского журнала «The Rim» за 1993 год, где фотографию сопровождала подпись: «Польские дети, подвергнутые пыткам и убитые подразделением Украинской повстанческой армии около деревни Козовка в Тернопольском районе, осенью 1943 года (из собрания доктора Станислава Кшаклевского»). Два года спустя снимок появляется в работе Ежи Венгерского с подписью «Убийство польских детей подразделениями SS-Галиция в районе Козовки».
Александр Корман в работе «Отношение УПА к полякам на землях Юго-Восточных Второй республики» (Вроцлав, 2002) подробно описал предполагаемое происхождение фотографии. По его словам, снимок был сделан деревне Козовка (или Лозовка) близ Тернополя в декабре 1943 или 1944 гг. Оттуда группа выживших после резни поляков доставила их в подпольную базу полка № 14 армии Кройовой на окраине города Львова. Оттуда же оно дошло до Владислава Залоговича (Корман ссылается на него в своей работе), который много лет спустя отдал его Станиславу Кшаклевскому, а тот самому Александру. Корман утверждает, что украинские националисты якобы сделали много таких «wianuszków» — «веночков» из прибитых к деревьям польских детей, а дороги, вдоль которых они, по его словам, были развешаны, носили прозвище «Дорога к независимой Украине». В работе Кормана была приведена фамилия командира подразделения УПА, который якобы несёт ответственность за предполагаемое убийство детей. Год спустя Корман выпустил альбом «Геноцид УПА польского населения — фотографические доказательства», в котором снова приводилось фото детей Долинской с не соответствующим действительности описанием.
В книге «Геноцид, совершённый украинскими националистами» Генри Команьского и Стивена Секерки (Вроцлав, 2004) есть информация о том, что изображение происходит из коллекции Станислава Кшаклевского и было сделано немецким военным фотографом в деревне Козовка, в ноябре 1943 года.
Кроме книг и фотоальбомов, фотография была использована в других формах. В июле 2003 года, накануне 60-летия Волынской резни, на военном кладбище в Перемышле был установлен памятник польским жертвам УПА, включавший в себя скульптурное изображение детей, связанных проволокой и повешенных в том же положении, что и дети Долинской на фото. Проволока проходит по тем же местам, что и заломы на третьем варианте фотографии. В начале октября 2008 года скульптура была убрана из композиции.
В 2007 году вызвал споры проект памятника жертвам геноцида ОУН-УПА авторства профессора Мариан Конечны. Проект был представлен крылатым пятиметровым деревом, к которому были прибиты маленькие дети. В результате протестов проект памятника был отклонён.
В 2008 году на улицах Варшавы висели плакаты, которые напоминают о 65-й годовщине Волынской резни, где третья версия фото детей Долинской дополнена текстом из книги Александра Кормана.